# Березуг (Дмитровское сельское поселение)
Березуг — деревня в Селижаровском муниципальном округе Тверской области.

## География
Находится в западной части Тверской области на расстоянии приблизительно 9 км на юг-юго-запад по прямой от административного центра округа поселка Селижарово.

## История
Деревня была показана ещё на карте 1825 года. В 1859 году здесь (деревня Осташковского уезда Тверской губернии) было учтено 6 дворов, в 1939 — 17. До 2020 года входила в состав Дмитровского сельского поселения Селижаровского района до их упразднения.

## Население
Численность населения: 38 человек (1859 год), 1 (русские 100 %) в 2002 году, 0 в 2010.